# Mycocaliciaceae
Mycocaliciaceae es una familia de hongos en el orden Mycocaliciales.